# 全藝社
全藝社，（Art For All Society）簡稱AFA，是一個自2007年在澳門成立的非牟利藝術工作組織。

全藝社是在澳門當代藝術具有代表性的團體之一，是由專業藝術家來運作。全藝社會舉辦澳門藝術家個人作品展，亦會展示數十位具代表性及活躍的澳門當代藝術家的作品，作品媒材包括繪畫、攝影、雕塑、版畫及錄像等。
全藝社以推動當代藝術發展為未來展望。

## 主要活動
- 藝術家專題展覽系列-每月舉辦之會員個人展覽，每一系列分有一、二部分。
- 秋季沙龍-每年舉辦一次的澳門藝術屆盛事。
- 澳門與海外藝術家交流聯展-定期舉辦活動。
- 藝術家分享會-展覽延伸活動。
- 藝術工作坊-繪畫、攝影、創作等活動。
- 藝術實驗場

## 外部連結
- 澳門全藝社 （页面存档备份，存于）